# Bertrana
Bertrana là một chi nhện trong họ Araneidae.